# Idealizem
Idealízem je doktrina, da bodisi celoto ali nepogrešljiv del vsake popolne resničnosti gradijo ideje oziroma mišljenje; svet snovnih stvari brez mišljenja bodisi ne bi mogel obstajati ali pa ne bi bil popolnoma »resničen«. Idealizem se pogosto obravnava kot nasprotje materializma, saj oba pripadata skupini monističnih ontologij, ki jih lahko kontrastiramo z dualistično in pluralistično ontologijo. (Nasprotje med idealizmom in materializmom ima opraviti z vprašanjem resničnosti kot take - ne gre za zagovorništvo visokih moralnih standardov ipd.) Subjektivni idealisti in fenomenalisti (npr. George Berkeley) menijo, da tvorijo resničnost umi in njihove izkušnje. Transcendentalni idealisti (npr. Immanuel Kant) iz narave znanja sklepajo na naravo predmetov znanja; pri tem pa ne trdijo, da so ti predmeti sestavljeni iz idej ali da ležijo v vedčevem umu. Objektivni idealisti so prepričani, da obstaja le en zaznavalec, ki je istoveten z zaznanim (doktrina Josiaha Roycea), ali da mišljenje omogoča najvišjo stopnjo samoopredeljevanja in s tem najvišjo raven resničnosti (Heglov Absolutni idealizem). Panpsihisti (npr. Leibniz) menijo, da so vsi predmeti izkustva tudi njegovi subjekti. To pomeni, da imajo rastline in minerali subjektivne izkušnje; vendar se te zelo razlikujejo od zavesti človeka.
Idealizem je na splošno metafizična doktrina, orisana v prejšnjem odstavku. Posebna doktrina, epistemološki idealizem (imenovan tudi »pot idej«), trdi, da se umi ne zavedajo in ne zaznavajo zunanjih predmetov, temveč le svoje lastne ideje. Ta nazor je zagovarjal npr. John Locke, ki ni bil metafizični idealist. Berkeleyjev argument za metafizični idealizem se je pravzaprav oblikoval na temelju težav Lockejeve epistemološke pozicije. Drugi vplivni metafizični idealizmi, npr. Plotinov, Leibnizev in Heglov, pa niso zasnovani predvsem na epistemoloških temeljih; zato idealizma na splošno - tj. metafizičnega idealizma - ne bi smeli opredeljevati na način, zaradi katerega postane odvisen od epistemoloških vprašanj.
Zahodna filozofija pristopa k idealizmu drugače kot vzhodni misleci. Večinoma se v zahodnem mišljenju ideal povezuje z neposrednim vedenjem o subjektivnih mentalnih idejah oz. slikah (pri nekaterih pomembnih zahodnih mislecih, npr. Platonu in Heglu, to ne drži). Primerja se z realizmom, pri katerem ima resnično absolutni obstoj pred našim vedenjem in neodvisno od njega. Epistemološki idealisti (npr. Kant) bi lahko vztrajali, da je edina stvar, ki jo lahko z gotovostjo poznamo, ideja. V vzhodni filozofiji, npr. hinduističnem idealizumu, pojem idealizma prevzame pomen višje zavesti, v bistvu živeče zavesti vseprežemajočega Boga, ki je osnova vseh fenomenov. Zvrst azijskega idealizma je budistični idealizem.